# Paul Fung
Paul Fung   (Seattle, 1897 - 1944) va ser un dibuixant nord-americà més conegut per la tira còmica Dumb Dora.

## Biografia
El pare de Fung era un ministre baptista, el reverend Fung Chak, graduat a la Universitat Stanford. Paul va néixer a Seattle, on el seu pare era pastor de la missió baptista xinesa de Seattle. A la Xina, Fung Chak era reconegut com a traductor d'himnes i cançons patriòtiques, Paul va estudiar l'art tradicional xinès, que incloïa pintar cirerers en flors amb ventalls delicats. Però es va familiaritzar amb els dibuixos animats perquè la seva germana de Portland, Oregon, ⁣li va enviar per correu les seccions de tires còmiques dels diumenges. Tornant a Seattle, Fung va rebre una formació artística addicional estudiant un curs per correspondència de la Landon School of Illustrating and Cartooning mentre assistia a la Franklin High School, on va fer dibuixos per al diari de l'escola. A més de dibuixar, també cantava i tocava diversos instruments musicals.
Quan el seu pare va morir mentre ell estava a l'escola secundària, Paul es va posar a buscar feina. Va fer dibuixos animats que es mostraven al vestíbul d'una casa de vodevil de Seattle i va fer xerrades amb guix a l'Orpheum Theatre de Seattle. El 1916, va començar a fer notícies i dibuixos esportius per al Seattle Post-Intelligencer. El 1919, va publicar a la revista Everybody's Magazine.
La primera tira còmica original de Fung, Innocent Hing, va tenir una tirada curta. Després de treballar com a assistent al Barney Google de Billy DeBeck a principis dels anys vint, Fung va passar a fer diverses altres tires, A Guy from Grand Rapids, Bughouse Fables i Gus and Gussie. Amb guions de Jack Lait, Gus and Gussie es van publicar des del 13 d'abril de 1925 fins al 24 de febrer de 1930, moment en què Fung va deixar Lait per fer Dumb Dora.
Paul Fung va morir quan tenia quaranta-set anys. El seu fill era el dibuixant Paul Fung Jr.

## Dumb Dora
Quan el creador Chic Young va deixar Dumb Dora i el seu panell superior When Mother Was a Girl per llançar Blondie, Fung es va convertir en el seu substitut l'abril de 1930. Després de dos anys a Dumb Dora, Fung la va lliurar a Bil Dwyer el 1932. Entrevistat per Will Eisner, Milton Caniff va recordar:
| «                | Quan vaig arribar a Nova York vaig trucar a Bil Dwyer, que també havia treballat al Columbus Dispatch . . . Li vaig trucar socialment i li vaig dir que era a la ciutat per saludar-lo. No sabia on vivia, al carrer Christopher. Ni tan sols sabia on era Christopher Street. Així que va dir: "Déu meu, m'alegro que hagis trucat! Tinc un problema aquí. Vinga avall!" Va ser com la primera nit que vaig estar a la ciutat, i ell havia estat enviant coses a King Features i venent gags, per cert, a les revistes Collier's i The New Yorker. De totes maneres, havia enviat una tira tipus gag a King Features, i va rebre una trucada dient que Paul Fung s'havia retirat de Dumb Dora i Dwyer n'era l'encarregat. Aquí estava de sobte amb sis tires i una pàgina de diumenge per fer i mai no havia fet res més que panells individuals. I tenia problemes. Frank Engli l'estava ajudant. Feia la retolació. Més tard va fer una tira anomenada Looking Back, sobre personatges de l'edat de pedra, uns dibuixos animats molt ben fets. Però la seva retolació era especialment bona. Així que vaig baixar a veure'ls i estaven treballant en el primer llançament. Bil era un bon escriptor de gags, però mai havia tingut aquest tipus d'encàrrec. Així que em va dir: "T'asseuràs en aquesta cosa i sobretot dibuixaràs les noies?" Així que vaig presentar el primer lot de coses i, de nou, no em va ser difícil de fer perquè tenia els terminis de les 11 en punt cada matí. I llavors vaig entintar les noies, i ell els altres personatges; dibuix molt senzill. Dwyer… era un home de gags molt bons. Chic Young havia iniciat el personatge i després Paul finalment va prendre el relleu de Chic quan Chic va començar Blondie. Paul l'estava dibuixant abans que Dwyer. Per cert, mai no vaig saber per què es va retirar. Potser en Fung va tenir una baralla amb King Features. No ho sé, i mai ho vaig preguntar. Així que vam complir amb la data límit, que era el que preocupava a Dwyer, però mentrestant vaig haver d'anar a treballar l'endemà al matí a les vuit. | » |
| — Milton Caniff, | |   |

## Arxius
La col·lecció de dibuixos animats de Paul Fung de la Universitat de Syracuse té 46 originals de Dumb Dora, incloses 10 tires dominicals i 36 tires diàries, a més de quatre originals de When Mother Was a Girl.